# 3DダンジョンRPG
3DダンジョンRPG（スリーディーダンジョンアールピージー）とは、コンピュータゲームのサブジャンルのひとつで和製英語である。英語圏でDungeon crawl（ダンジョンクロール）、もしくはDungeon crawler（ダンジョンクローラー）と呼ばれていたものに該当する。
RPG（コンピュータRPG）の中でも『ウィザードリィ』に代表されるような3D（主観）視点で、ダンジョンに潜りつつ戦闘を繰り返して探索を行い、武器や防具などの装備品を整え、より深く潜りつつボスを倒すタイプのゲームである。ダンジョンRPG、DRPGと略されるほか、Wizardryを真似た作品はWizardry-likeと呼ばれる。

## 概要
1980年代初期に発生した古典的ジャンルの作品である。『ウィザードリィ』発祥の地であるアメリカ合衆国では徐々に発売されなくなり、2011年ごろには「時代遅れ」と評価する記事もあった。一方、日本では30年以上経った2018年においても新作が発売され続け、週刊ファミ通では特集記事が掲載されるなど根強い人気を持つ。

## 特徴
マップがマス目で構成されており、プレイヤーは一歩一歩、ダンジョンを歩きまわりながら、目的を達成して行く。初期の頃は、プレイヤー自身が方眼紙を用意してマップを作っていた。「オートマッピング」が導入されたことで、プレイヤーが歩いたところがそのままマップとしてゲーム中に表示されるようになった。
ただし、ダンジョン内には様々な罠が設置されており、一筋縄では行かない。

### 代表的なトラップ
落とし穴
ダメージを受けるだけのものもあるが、『女神転生』など下のフロアに落とされるものもある。
回転床
プレイヤーの方向をランダムに変えてしまう。北に進んでいたのに、いつの間にか南に逆戻りしていた、ということもある。
ワープゾーン
別の場所に飛ばされてしまう。
一方通行の扉
通常の扉は双方向に行き来が可能だが、一方通行の扉は進んでしまうと戻れない。場所によってはスタート地点に戻され、探索をやり直すこともある。
ダークゾーン
真っ暗で周囲が見えなくなっているエリア。作品によっては、オートマップが見えないというものもある。
鍵のかかった扉
特定の鍵を手に入れることで中に入れるようになる扉。重要なアイテムやボスとの戦闘、次のフロアへの階段といったゲーム進行において、重要なものが待ち構えていることが多い。

## 歴史
| 1981 | ウィザードリィ（PC）                                          |
| 1982 | ウィザードリィII ダイヤモンドの騎士（PC）                     |
| 1983 | ウィザードリィIII リルガミンの遺産（PC）                      |
| 1983 | ダンジョン（PC）                                              |
| 1984 | ザ・ブラックオニキス（PC）                                    |
| 1984 | ザ・ファイアクリスタル（PC）                                  |
| 1985 | バーズテイル（PC）                                            |
| 1985 | ファンタジアン（PC）                                          |
| 1985 | リザード（PC）                                                |
| 1985 | ザ・スクリーマー（PC）                                        |
| 1986 | クルーズチェイサー ブラスティー（PC）                         |
| 1986 | アルゴー（PC）                                                |
| 1986 | ディープダンジョン（FC）                                      |
| 1987 | ウィザードリィIV ワードナの逆襲（PC）                         |
| 1987 | マイト・アンド・マジック（PC）                                |
| 1987 | ダンジョンマスター（PC）                                      |
| 1987 | ディープダンジョンII 勇士の紋章（FC）                         |
| 1987 | デジタル・デビル物語 女神転生（FC）                           |
| 1987 | ラプラスの魔（PC）                                            |
| 1987 | ウィザードリィ（FC）                                          |
| 1987 | ファンタシースター（Mk-III）                                  |
| 1988 | ウィザードリィV 災禍の中心（PC）                              |
| 1988 | ディープダンジョンIII 勇士への旅（FC）                        |
| 1989 | 魔導物語（PC）                                                |
| 1989 | ダブルダンジョン（PCE）                                       |
| 1989 | ドラゴンナイト（PC）                                          |
| 1990 | ウィザードリィVI 禁断の魔筆（PC）                             |
| 1990 | ディープダンジョンIV 黒の妖術師（FC）                         |
| 1990 | デジタル・デビル物語 女神転生II（FC）                         |
| 1990 | ダイナソア（PC）                                              |
| 1991 | シャイニング&ザ・ダクネス（MD）                               |
| 1991 | ウィザードリィ外伝I 女王の受難（GB）                          |
| 1992 | ウルティマ アンダーワールド（PC）                             |
| 1992 | 真・女神転生（SFC）                                           |
| 1992 | ウィザードリィ外伝II 古代皇帝の呪い（GB）                     |
| 1993 | ウィザードリィVII ガーディアの宝珠（PC）                      |
| 1993 | ウィザードリィ外伝III 闇の聖典（GB）                          |
| 1994 | 真・女神転生II（SFC）                                         |
| 1995 | 真・女神転生デビルサマナー（SS）                              |
| 1996 | 女神異聞録ペルソナ（PS）                                      |
| 1996 | ウィザードリィ外伝IV 胎魔の鼓動（SFC）                        |
| 1997 | デビルサマナー ソウルハッカーズ（SS）                         |
| 1998 |                                                               |
| 1999 | ウィザードリィ エンパイア（GBC）                              |
| 2000 | ウィザードリィ エンパイア 古の王女（PS）                      |
| 2000 | ウィザードリィ ディンギル（PS）                               |
| 2001 | ウィザードリィ8（PC）                                         |
| 2001 | BUSIN Wizardry Alternative（PS2）                             |
| 2001 | ウィザードリィ サマナー（GBA）                                |
| 2002 | ウィザードリィ エンパイア II 王女の遺産（PS）                 |
| 2003 | ウィザードリィ エンパイアIII 覇王の系譜（PS2）                |
| 2004 |                                                               |
| 2005 | ウィザードリィ エクス（PS2）                                  |
| 2005 | ウィザードリィ外伝 戦闘の監獄（PC）                           |
| 2005 | ウィザードリィ アスタリスク 緋色の封印（DS）                  |
| 2006 | ウィザードリィ外伝 五つの試練（PC）                           |
| 2007 | 世界樹の迷宮（DS）                                            |
| 2008 | 世界樹の迷宮II 諸王の聖杯（DS）                               |
| 2008 | GENERATION XTH（PC）                                          |
| 2008 | エルミナージュ 〜闇の巫女と神々の指輪〜（PS2）                |
| 2008 | 剣と魔法と学園モノ。（PSP）                                   |
| 2009 | ウィザードリィ 囚われし魂の迷宮（PS）                         |
| 2009 | 真・女神転生 STRANGE JOURNEY（DS）                            |
| 2009 | エルミナージュII 〜双生の女神と運命の大地〜（PSP）            |
| 2009 | ウィザードリィ 〜生命の楔〜（DS）                             |
| 2010 | 世界樹の迷宮III 星海の来訪者（DS）                            |
| 2011 | 円卓の生徒（XB360）                                           |
| 2011 | ダンジョントラベラーズ（PSP）                                 |
| 2011 | アンチェインブレイズ レクス（PSP、3DS）                       |
| 2011 | 迷宮クロスブラッド リローデッド（XB360）                      |
| 2012 | ラビリンスの彼方（3DS）                                       |
| 2012 | エルミナージュ ゴシック 〜ウルム・ザキールと闇の儀式〜（PSP） |
| 2012 | 世界樹の迷宮IV 伝承の巨神（3DS）                              |
| 2012 | ロストヒーローズ（PSP、3DS）                                  |
| 2013 | デモンゲイズ（Vita）                                          |
| 2014 | ペルソナQ シャドウ オブ ザ ラビリンス（3DS）                  |
| 2014 | 東京新世録 オペレーションアビス（Vita）                       |
| 2014 | 剣の街の異邦人（XB360、PC）                                   |
| 2015 | レイギガント（Vita）                                          |
| 2015 | メイQノ地下ニ死ス（Vita）                                     |
| 2015 | アビスアンドダーク#1（PC、スマホ）                            |
| 2016 | 世界樹の迷宮V 長き神話の果て（3DS）                           |
| 2016 | 神獄塔 メアリスケルター（Vita）                               |
| 2017 | ルフランの地下迷宮と魔女ノ旅団（Vita、PS4）                   |
| 2017 | ザ・ロストチャイルド（Vita、PS4）                             |
| 2017 | 塔亰Clanpool（Vita）                                          |
| 2018 | ザンキゼロ（Vita、PS4）                                       |
| 2018 | 神獄塔 メアリスケルター2（PS4）                               |
| 2018 | 世界樹の迷宮X（3DS）                                          |
| 2018 | ペルソナQ2 ニュー シネマ ラビリンス（3DS）                    |
| 2018 | アビスアンドダーク#0（PC、スマホ）                            |

### 3DダンジョンRPGの誕生
起原については諸説あるとされているが、1981年にアップルIIで発売された『ウィザードリィ』（サーテック）がこのジャンルを確立した作品として広く知られている。キャラクターメイキングやパーティー、ジョブシステム、コマンド戦闘など後の様々なゲームに影響を与えた。セーブデータを継承可能な続編の『ウィザードリィII ダイヤモンドの騎士』、『ウィザードリィIII リルガミンの遺産』も発売された。

### 3DダンジョンRPGの多様化
1984年にはPC-88用として初の日本製3DダンジョンRPG『ザ・ブラックオニキス』が発売された。ウィザードリィの複雑な要素をよりシンプルにしたことでユーザーに受け入れられ、日本国内のコンピュータRPGとしては長くランキングに残り続け、続編の『ザ・ファイアクリスタル』も発売された。また、剣と魔法の世界だけでなく、SFテイストの『クルーズチェイサー ブラスティー』や幽霊屋敷を探検する『ラプラスの魔』など多様な世界設定の作品が生まれていった。
1982年に発売されたファミコンは当初、メモリ容量の少なさや記録媒体が無いといった問題点からRPGが発売されなかった。しかしハードの進化に伴い、1986年にはファミコンで2DタイプのRPG『ドラゴンクエスト』が発売され大ヒットし、RPGブームが巻き起こる。そして、同年ファミコン初のオリジナル3DダンジョンRPG作品として、『ディープダンジョン』が発売された。『ウィザードリィ』もファミコンに移植されヒットし、後に日本オリジナルの作品も発売されるようになる。

### ストーリー性やキャラクター性の強化
当初はダンジョン探索と戦闘の面白さから人気を得た3DダンジョンRPGだが、1980年代後半からはストーリーを重視した作品も生まれるようになる。1987年には同名の小説・アニメとのメディアミックス企画『デジタル・デビル物語 女神転生』が発売された。出現するモンスター（作中では「悪魔」と称される）を「仲魔」にし、さらにはそれらを合体させることで強化していくというシステムが画期的で話題を呼ぶ。同作は現代を舞台にし、高校生の男女が魔王や邪神と戦うという壮大なストーリーが人気を得て、後にシリーズ化される。女神転生シリーズは3DダンジョンRPGの中ではウィザードリィと並ぶ人気シリーズとなる。
また、リアルでシリアスな絵柄の作品が多かった中では珍しく、1988年の『魔導物語』は可愛い女の子を主人公にしている。後に登場人物と作品世界がパズルゲーム『ぷよぷよ』に引き継がれ有名になるが、魔導物語もその後様々なハードでリリースされる。

### ポリゴンハードの誕生
1991年にPC用として発売された『ダンジョンマスター』は、時間が止まっているターン制ではなく、常に敵が移動・攻撃してくるリアルタイム制の戦闘を導入した。『ウルティマ アンダーワールド』、『キングスフィールド』といった3DアクションRPGの元祖とも言える存在とされる。この3DアクションRPGはPlayStation、セガサターン、PlayStation 2、といったポリゴン描画能力を持つハードの出現・進化に伴い独自の進化を遂げる。
1996年にPlayStation用として発売された『女神異聞録ペルソナ』は女神転生シリーズの外伝的作品として発売され、本編を上回る大ヒット作になる。ただし、2作目『ペルソナ2』以降は主人公が画面上に登場する客観視点となり「3DダンジョンRPG」ではなくなる。デビルサマナーシリーズもアクションRPGになるなど、ハードの進化に伴い、女神転生シリーズは3DダンジョンRPGではない作品をリリースするようになる。

### ウィザードリィシリーズの多様化
1990年代末から2000年代にかけてはウィザードリィの版権を契約した様々なメーカーから3DダンジョンRPGが発売されるようになる。『ウィザードリィ エンパイア』シリーズ、『BUSIN Wizardry Alternative』シリーズ、『ウィザードリィ サマナー』、『ウィザードリィ エクス』シリーズ、『ウィザードリィ外伝 戦闘の監獄』など、各メーカー独自のウィザードリィが展開されるようになった。
さらに、2009年からは「ウィザードリィルネサンス」と銘打たれた複数の作品がリリースされるようになる。

### 携帯ゲーム機市場の拡大とDRPGの復権
2007年にニンテンドーDS用ソフトとして発売された『世界樹の迷宮』はタッチパネルを利用し、手書きマップを作成できるようにした。携帯ゲーム機の手軽さもありヒットし、同ジャンルの人気が再燃した。しかし、ウィザードリィの版権を扱った作品は気軽に作れないといったことから、流れを組みつつもオリジナルタイトルの作品が発売されるようになる。DSと同時期に発売されたPlayStation Portableといった携帯ゲーム機市場の拡大に伴い、『エルミナージュ 〜闇の巫女と神々の指輪〜』、『剣と魔法と学園モノ。』、『デモンゲイズ』、『ToHeart2 ダンジョントラベラーズ』といった作品がリリースされ、ヒットした。この流れはニンテンドー3DSやPlayStation Vitaといった後継ハードにも受け継がれる。
凡例
PC=パーソナルコンピュータ、FC=ファミリーコンピュータ、Mk-III=セガ・マークIII、PCE=PCエンジン、GB=ゲームボーイ、MD=メガドライブ、SFC=スーパーファミコン、SS=セガサターン、PS=PlayStation、GBC=ゲームボーイカラー、PS2=PlayStation 2、GBA=ゲームボーイアドバンス、携帯=携帯電話、DS=ニンテンドーDS、PSP=PlayStation Portable、3DS=ニンテンドー3DS、PS3=PlayStation 3、XB360=xbox 360、Vita=PlayStation Vita、PS4=PlayStation 4、NS=Nintendo Switch